# Giải Viện Hàn lâm Nhật Bản lần thứ 34
Giải Viện Hàn lâm Nhật Bản lần thứ 34 (第34回日本アカデミー賞) là lễ trao giải lần thứ 34 của Giải Viện Hàn lâm Nhật Bản, giải thưởng được trao bởi Viện Hàn lâm Nhật Bản và Hiệp hội Sho để vinh danh những hạng mục phim xuất sắc của năm 2010. Lễ trao giải được tổ chức vào ngày 18 tháng 2 năm 2011 tại Khách sạn Grand Prince Hotel New Takanawa ở Tokyo, Nhật Bản.

## Giải thưởng
Tất cả các hạng mục trao giải (trừ giải diễn viên trẻ của năm và các giải đặc biệt) được chia làm hai danh hiệu: các đề cử (do thành viên Viện Hàn lâm bầu chọn) đều đạt danh hiệu Xuất sắc của năm và trong các đề cử sẽ chọn ra một giải Xuất sắc nhất của năm.
| Phim điện ảnh xuất sắc của năm | Phim hoạt hình xuất sắc của năm |
| --- | --- |
| - Phim điện ảnh hay nhất của năm: Kokuhaku - Akunin - Otōto - Kokō no Mesu - Jūsannin no Shikaku | - Phim hoạt hình hay nhất của năm: Karigurashi no Arrietty - Colorful - Doraemon: Nobita và cuộc đại thủy chiến ở xứ sở người cá - Thám tử lừng danh Conan: Con tàu biến mất giữa trời xanh - One Piece: Sức mạnh tối thượng                                                                                       |
| Đạo diễn xuất sắc của năm | Biên kịch xuất sắc của năm |
| - Đạo diễn xuất sắc nhất của năm: Nakashima Tetsuya – Kokuhaku - Narushima Izuru – Kokō no Mesu - Miike Takashi – Jūsannin no Shikaku - Yamada Yoji – Otōto - Lee Sang-il – Akunin                            | - Biên kịch xuất sắc nhất của năm: Nakashima Tetsuya – Kokō no Mesu - Katō Masato – Kokō no Mesu - Tengan Daisuke – Jūsannin no Shikaku - Yamada Yoji và Hiramatsu Emiko – Otōto - Yoshida Shuichi và Lee Sang-il – Akunin                                                                                         |
| Nam diễn viên chính xuất sắc | Nữ diễn viên chính xuất sắc |
| - Nam diễn viên chính xuất sắc nhất: Tsumabuki Satoshi – Akunin - Tsurube Shōfukutei – Otōto - Tsutsumi Shinichi – Kokō no Mesu - Toyokawa Etsushi – Hisshiken Torisashi - Yakusho Kōji – Jūsannin no Shikaku | - Nữ diễn viên chính xuất sắc nhất: Fukatsu Eri – Akunin - Terajima Shinobu – Kyatapirā - Matsu Takako – Kokuhaku - Yakushimaru Hiroko – Kondo wa Aisaika - Yoshinaga Sayuri – Otōto |
| Nam diễn viên phụ xuất sắc | Nữ diễn viên phụ xuất sắc |
| - Nam diễn viên phụ xuất sắc nhất: Emoto Akira – Akunin - Ishibashi Renji – Kondo wa Aisaika - Okada Masaki – Akunin - Okada Masaki – Kokuhaku - Kikkawa Kōji – Hisshiken Torisashi                           | - Nữ diễn viên phụ xuất sắc nhất: Kiki Kirin – Akunin - Aoi Yū – Otōto - Kimura Yoshino – Kokuhaku - Natsukawa Yui – Kokō no Mesu - Mitsushima Hikari – Akunin |
| Giải thưởng do khán giả bình chọn | Diễn viên trẻ của năm |
| - Giải thưởng diễn viên được khán giả bình chọn: Okamura Takashi Tidakankan: Umi to Sango to Chiisana Kiseki - Giải thưởng phim được khán giả bình chọn: SP The Motion Picture Yabō-hen                       | - Ashida Mana – Ghost: Mouichido Dakishimetai - Ōno Momoka – Kinako - Naka Riisa – Zeburāman -Zebura Shiti no Gyakushū và Cô gái đi xuyên thời gian - Nagayama Kento – Sofutoboi - Miura Shohei – Za rasuto messeji: Umizaru - Miura Takahiro – Railways 49-sai de Densha no Untenshi ni Natta Otoko no Monogatari |
| Âm nhạc xuất sắc | Quay phim xuất sắc |
| - Âm nhạc xuất sắc nhất: Hisaishi Joe – Akunin - Endō Kōji – Jūsannin no Shikaku - Grand Funk Ink. – Bekku - Tomita Isao – Otōto - Meina Co. – Kondo wa Aisaika                                               | - Quay phim xuất sắc nhất: Kita Nobuyasu – Jūsannin no Shikaku - Atō Shōichi và Ozawa Atsushi – Kokuhaku - Ishii Kōichi – Hisshiken Torisashi - Kasamatsu Norimichi – Akunin - Chikamori Masashi – Otōto |
| Đạo diễn ánh sáng xuất sắc | Chỉ đạo nghệ thuật xuất sắc |
| - Đạo diễn ánh sáng xuất sắc: Watabe Yoshi – Jūsannin no Shikaku - Takakura Susumu – Kokuhaku - Shiihara Atsuki – Hisshiken Torisashi - Iwashita Kazuhiro – Akunin - Watanabe Kōichi – Otōto                  | - Chỉ đạo nghệ thuật xuất sắc nhất: Hayashida Yūji – Jūsannin no Shikaku - Kuwajima Towako – Kokuhaku - Taneda Yōhei và Sugimoto Ryō – Akunin - Hanatani Hidefumi – Ōoku - Matsumiya Toshiyuki – Sakurada Mongai no Hen                                                                                            |
| Thu âm xuất sắc | Biên tập xuất sắc |
| - Thu âm xuất sắc nhất: Nakamura Jun – Jūsannin no Shikaku - Kishida Kazumi – Otōto - Shiratori Mitsugu – Akunin - Tanaka Yasushi – Hisshiken Torisashi - Yano Masato – Kokuhaku                              | - Biên tập xuất sắc nhất: Koike Yoshiyuki – Kokuhaku - Ishii Iwao – Otōto - Imai Tsuyoshi – Akunin - Suzaki Chieko – Hisshiken Torisashi - Yamashita Kenji – Jūsannin no Shikaku |
| Phim nước ngoài xuất sắc | Giải thưởng Đặc biệt từ Chủ tịch Hiệp hội |
| - Phim nước ngoài xuất sắc nhất: Avatar - Inception - Invictus - Câu chuyện đồ chơi 3 - The Hurt Locker | Giải thưởng vinh danh những người có nhiều đóng góp trong nhiều năm (những người đã mất trong năm 2010). - Inoue Umetsugu (Đạo diễn) - Kitabayashi Tanie (Diễn viên) - Kimura Takeo (Chỉ đạo nghệ thuật) - Kobayashi Keiju (Diễn viên) - Nishikawa Katsumi (Đạo diễn)                                              |
| Giải thưởng Shigeru Okada | Giải thưởng Đặc biệt từ Hiệp hội |
| - Kyōto Eizō | Vinh danh người có nhiều hỗ trợ đóng góp trong quá trình làm phim. - Ueno Ryūzō (Đạo diễn các pha hành động) - Kuze Hiroshi (Đạo diễn các pha hành động) - Matsumoto Ryōji (Chỉ đạo phối cảnh) - Yajima Nobuo (Đạo diễn kĩ xảo) - Nogami Teruyo (Thu âm và Giám đốc Kurosawa-gumi Production)                      |